# Sơn dương Kabul
Sơn dương Kabul hay còn gọi là Sơn dương sừng thẳng (Danh pháp khoa học: Capra falconeri megaceros; tiếng Pashto: کابلی مرغومی) là một phân loài của loài Sơn dương Markhor. Chúng có cặp sừng với 1 đường xoắn mảnh khảnh, cũng như 1 vòng cuộn. Danh pháp đồng nghĩa là Capra falconeri jerdoni.

## Phạm vi
Đến năm 1978, cá thể sơn dương Kabul markhor sống sót tại Afghanistan duy chỉ tại vùng Kabul Gorge và vùng Kohe Safi của Kapissa, và trong một số ổ bị cô lập ở giữa. Chúng hiện đang sống trong những khu vực không thể tiếp cận, hầu hết là những dãy núi rộng lớn của Kapissa và bang Kabul, sau khi bị đuổi ra khỏi môi trường sống ban đầu của phân loài do bị săn bắn.
Tại Pakistan, phạm vi hiện tại của phân loài chỉ bao gồm các khu vực biệt lập nhỏ ở Baluchistan, bang Khyber Pakhtunkhwa (KPK) và tại quận Dera Ghazi Khan (bang Punjab). Cục lâm nghiệp KPK nhận xét rằng những khu vực của Mardan và Sheikh Buddin vẫn còn là nơi sinh sống của phân loài. Ít nhất 100 loài động vật được cho là sống ở phía Pakistan của dãy Safed Koh (quận Kurram và Khyber).

## Đặc điểm chung

### Cơ thể
Chúng cao khoảng từ cao khoảng 65–115 cm (26–45 in), chiều dài thân khoảng từ 132–186 cm (52–73 in) và nặng khoảng 32–110 kg (71-243 lb), đuôi dài khoảng 8 – 20 cm (3.2 – 8 in). Đây là loài có chiều cao bờ vai tối đa giữa các loài trong chi Capra, vượt qua chiều cao và trọng lượng của loài dê rừng Siberi. Màu sắc và chiều dài của lông sơn dương thay đổi theo mùa. Vào mùa hè, lông trên thân có màu nâu nhạt, xám, hoặc xám pha đỏ hung, lông mịn màng và ngắn. Vào mùa đông lạnh, lông trên thân xám hơn, mọc dài hơn và rậm rạp. Lông dưới bụng có màu trắng. Lông ở ống chân có màu đen và trắng.
loài lưỡng hình giới tính, với con đực có bộ lông bờm trắng hoặc sẫm màu (giống như bờm của loài ngựa hoặc sư tử), mọc dài thòng xuống trên cằm, cổ, ngực và ống chân. Con cái có màu đỏ hung hơn, trông mảnh mai hơn, với lông trên cổ ngắn hơn, râu đen ngắn, và không có bờm. ả con đực và cái đều có cặp sừng xoắn cân xứng theo hình dụng cụ mở nút chai, cặp sừng chụm lại nhau trên đầu, nhưng trải ra theo phía hướng lên đỉnh sừng. Sừng của con đực có thể phát triển dài. Cặp sừng có thể thẳng hoặc xòe rộng ra phía ngoài tùy theo từng phân loài. Con đực có khứu giác tinh nhạy, hơn hẳn các loài dê nhà.

### Tập tính
Đây là phân loài hoạt động ban ngày, hoạt động cả ngày, cao điểm vào sáng sớm và chiều tối leo trèo rất khéo léo và nhanh nhẹn, chúng có thể đứng được trên vách đá dốc đứng thậm chí có thể nhảy qua địa hình núi đá dễ dàng, thích nghi với địa hình đồi núi, được tìm thấy khoảng từ giữa 600 đến 3.600 mét so với mực nước biển, tùy theo mùa, mùa hè sống ở độ cao cao hơn, mùa đông sống ở độ cao thấp hơn. Loài này thường sống ở vùng rừng cây bụi mọc chủ yếu là các loại cây.
Trong thời kỳ mùa xuân và mùa hè, chúng ăn cỏ, lá xanh, thảo mộc, trái cây, hoa, rau, củ, nhưng chuyển sang ăn chồi non, lá khô, cành cây trong mùa đông, đôi khi sơn dương còn đứng bằng hai chân sau để với tới ăn trên những cành cây cao. Trung bình, con cái trưởng thành tiêu thụ khoảng 7–11 kg thức ăn (trọng lượng tươi), con non tiêu thụ khoảng 2,4–4 kg. Sơn dương dành khoảng 8-12 giờ hàng ngày để gặm thức ăn. Sơn dương cần uống nhiều nước trong mùa hè, thường đến những nơi nhiều nước hai lần một ngày.
Vào mùa hè, chúng thường nằm ở những nơi thông thoáng, trong bóng mát của ngọn núi hoặc dưới những bụi cây nhỏ, chúng thường không nằm trên đá hay những nơi bằng phẳng. Phân loài Sơn dương này thường nghỉ ngơi vào những ngày nóng. Vào mùa đông, chúng thường di chuyển, hằng ngày khoảng 2–5 km, đến các sườn núi hoặc những khu vực ấm áp của ngọn núi. Nhằm tránh vùng tuyết sâu, rơi dày đặc, tránh những sông băng hà ở độ cao lớn. Sơn dương sẽ trú ẩn dưới những vòm đá gần chân vách núi, nơi trú ẩn thường có tầm nhìn tốt. 

### Sinh sản
Chúng có lối sống theo bầy, thường khoảng chín cá thể, bao gồm những con cái trưởng thành và con non do con cái đó sinh ra. Con đực trưởng thành là phần lớn sống đơn độc. Con cái trưởng thành và con non chiếm bao gồm phần lớn số lượng sơn dương. Đầu mùa, con đực và con cái có thể tìm được nhau trên các đồng cỏ xanh hoặc những sườn dốc giữa rừng. Trong suốt mùa hè, các con đực vẫn ở trong rừng, trong khi con cái thường leo lên các đỉnh núi đá cao nhất ở phía trên.
Mùa giao phối diễn ra trong mùa đông, thời kỳ động dục bắt đầu khoảng tháng 9, trong thời gian đó những con đực đánh nhau giành bạn tình bằng cách hất đá, khóa sừng và xô đẩy quật ngã đối phương. Thai kỳ của loài kéo dài 135-170 ngày, và kết quả là sinh khoảng một hoặc hai con non, mặc dù hiếm khi sinh ba. Thời điểm sinh vào khoảng tháng 4 đến giữa tháng 6 năm sau. Con non sẽ được cai sữa khi được 6 - 8 tháng tuổi. Sơn dương bắt đầu động dục vào khoảng 18-30 tháng tuổi, khi đó các cá thể trưởng thành sẽ bắt đầu tách khỏi bầy.